# تاريخ الأعداد
تاريخ الاعداد
العدد هو كائن رياضي يستعمل في العد وفي القياس.

## الاعداد عند القدماء المصريين
يرجع تاريخ استخدام الاعداد المصرية القديمة التي كتبت بالخط الهيروغليفي إلى سنة 3200 قبل الميلاد، وكان المصريون يستخدمون رموزا تمثل الاعداد 1,10,100,1000,10000 والمليون أي ان الأساس العددي هو 10 وقد كتبوا على الأحجار، وبعد ذلك كتبوا بالخط الهيراطيقي على ورق البردى باستخدام اقلام من الغاب، وأخيرا استخدموا الخط الديموقيطي وقد أخذ المصريون رموزهم من بيئتهم، فرمز زهرة اللوتس يمثل 1000 وجزء من سلسلة مقياس النيل يمثل 100 وهكذا وكانوا يكررون كتابة الرموز فكانت تكتب من اليمين إلى اليسار أو راسيا من أعلى إلى أسفل.

## الاعداد عند البابليين
بالإنجليزية:(Babylonian numerals)[بحاجة لمصدر] 
هو نظام عد استعمل قديما في بلاد الرافدين، وهو نظام مكتوب بالمسمارية دون هذا النظام على ألواح طينية رطبة باستعمال مُرقِمات من القصب ثم يتم تعريض الألواح للشمس لكي تتصلب وهي طريقة التدوين الشائعة آنذاك استخدم البابليين الاعداد حوالي سنة 2400 قبل الميلاد وترجع غرابة هذا النظام أولا إلى انه لم يكن نظاما خماسيا أو عشريا، بل انه لم يكن حتى نظاما عشرينيا، بل كان نظاما ستينياوالامر الأكثر غرابة ان البابليين استخدموا رمزين فقط للتعبير عن هذا النظام: رمز يشبه الوتد الرأسي وهو يمثل العدد 1 ورمز على شكل الزاوية القائمة يمثل العدد 10.
ولكن النقطة الأكثر غرابة من كل ما سبق ان الرمز الواحد كان من الممكن ان يعبر عن أكثر من قيمة في نفس الوقت.
فمثلا رمز الوتد الرأسى قد يعنى 1 أو قد يعنى 60 أو قد يعنى 3600 أو أي قيمة أخرى هي نتيجة حساب اس صحيح موجب للأساس 60 واستخدموا عملية تكرار الرموز، لتدل على المقادير كما فعل المصريون القدماء.
وكتبوا اعدادهم على اقراص من الفخار بواسطة آلات حادة وفي خط افقي من اليمين إلى اليسار، واستخدموا علامات تدل على الطرح فمثلا العدد 19 يكتبونه 20 ويطرحون منه 1 كما فعل الرومان بعد ذلك.
ولكن مع ذلك فان هناك مشكلة خطيرة ظهرت للبابليين وهي كيفية كتابة العدد 60 تحديدا فكما قلنا ان الوتد قد يعنى 1 أو 60 أو 3600 أو ارقام لانهائية اخري.
فكيف يمكن للبابليين ان يميزوا بين هذه الحالات المختلفة؟
وهنا طرأ للبابليين فكرة فريدة من نوعها فقد ادخلوا رمزا جديدا هو عبارة عن وتدين مائلين.
وهذا الرمز لا يحمل قيمة في حد ذاته ولكنه يشغل خانة فقط، بمعنى اننا إذا وضعناه على يمين رمز الوتد مرة واحدة أصبحت قيمة رمز الوتد 60 وإذا وضعناه مرتين أصبحت قيمة رمز الوتد 3600، اما إذا لم نضعه على الإطلاق تبقى قيمة الوتد واحد كما هي.

## الاعداد عند الإغريق
كانت حضارتا المصريين القدماء والبابليين سابقتين لحضارة الاغريق فلاشك ان الإغريق قد استلهموا حضارتهم من الحضارة المصرية القديمة. فالمصريون القدماء كانوا المعلمين المباشرين للإغريق فعن طريقهم تعلم الإغريق الاعداد والهندسة ثم طوروا فيها وفاقوا فيها اساتذتهم فيما بعد، اما عن البابليين فقد استفاد منهم الإغريق ولكن ليس بشكل مباشر فقد انتقلت افكار البابليين إلى الإغريق في اغلب الاحوال عن طريق وسيط ثالث كالفينيقيين اللذين سكنوا سواحل لبنان وسوريا وفلسطين.
فالفينيقيون كانوا هم الممر الذي انتقلت عن طريقه الحضارة من الشرق إلى الغرب، فأوروبا تدين بجزء كبير من معرفتها إلى الفينيقيين، ومن الطريف ان اسم أوروبا نفسه غير مشتق من اى لغة أوروبية بل هو كلمة فينيقية لاسم الهة من الهتهم القديمة.
اذن فخلاصة الامر ان الإغريق استخدموا النظام المصرى القديم للأعداد كما هو تماما فقد تبنوه واستخدموه بل اضافوا اليه وطوروه تطويرات مهمة، ومن أهم التغييرات والتطويرات التي اجروها على النظام المصري انهم استغنوا عن التعبير عن الارقام بالصور واستخدموا عوضا عنها الحروف الهجائية كما انهم ادخلوا رموزا مخصوصة للأرقام التي هي مضاعفات الاعداد.
فهم قد ادخلوا رموزا للأعداد من 2 إلى 9 وكذلك رموزا للأعداد 20 و 30 إلى 90 وكذلك للأعداد 200 و300 إلى 900. وكان من فوائد هذا انهم مثلا استطاعوا التعبير عن العدد 87 بدلالة رمزين فقط رمز للعدد 7 ورمز للعدد 80 . بينما احتاج النظام المصري القديم إلى 15 رمز.
استخدم الإغريق أكثر من نظام عددي وأهمها هو استخدام حروفهم الهجائية، وعددها 24 حرفا مضافا إليها ثلاثة حروف، منها حرفان من حروف الفينيقيين. وقسموا هذه الحروف السبعة والعشرين إلى ثلاثة أقسام كل قسم منها مكون من 9 حروف.وتمثل التسعة الأولى أرقام الآحاد، وتمثل التسعة الثانية العشرات والأخيرة تمثل المئات، وفي كتابة الآلاف يكتب الرمز الذي يمثل الآحاد، وعليه علامة تميزه عن رقم الآحاد، فمثلا إذا كانت α=1 فتكونα=1000 وهكذا.

## الاعداد عند الرومان
اما عن الرومان فهم بدورهم قد استخدموا النظام الاغريقى ولكنهم لم يطوروه، بل على العكس فقد ارتدوا به إلى الوراء فهم قد تخلوا عن بعض الرموز الجديدة اللتى ادخلها الإغريق لمضاعفات الاعداد واستخدموا نظاماقرب للنظام المصري للأعداد.
واستخدم الرومان كما فعل الإغريق التقويم المصري الشمسي ولكنهم غيروا في أسماء الشهور وأطوالها وقد كان التقويم المصرى القديم في حقيقة الامر أفضل واضبط من التقويم الرومانى، فكل الشهور المصرية كانت ثابتة الطول 30 يوما ثم اضافوا خمسة أيام في نهاية السنة لإقامة الاعياد الدينية المقدسة اما الرومان فقد قام اباطرتهم بإطلاق اسماءهم الشخصية على أسماء الشهور وحرص كل امبراطور على تطويل شهره وتقصير شهور الاخرين. حتى وصلنا إلى التقويم اللذي نستعمله اليوم وان كان يوليوس قيصر قد اضاف تطويرا مهما للتقويم الشمسى حيث ادخل مفهوم السنة الكبيسة وجعل شهر فبراير يزداد يوما فيصبح 29 يوما مرة كل اربع سنوات.
ولم يذكر التاريخ للرومان انجازات علمية أو رياضية هامة. فالرومان كانوا امة عسكرية وكانت أهم مظاهر حضارتهم تكمن في العسكرية والسياسة والإدارة.
ويلمز بعض الخبيثين الرومان فيقولون ان مساهمة الرومان الوحيدة في الرياضيات هي انهم قتلوا العملاق الرياضى أرخميدس.

## الإغريق والرومان والصفر
لكن هل عرف الإغريق والرومان الصفر؟ نعلم ان المصريين القدماء لم يعرفوا الصفر ولكن عرف البابليون ما يشبه صفرنا الحالى.
فهل عرف الإغريق الصفر؟ الإجابة هي نعم فهم عرفوا الصفر البابلى حيث ان الحساب البابلى كان مهما ومنتشرا جدا ولكن بالرغم من انهم قد عرفوا الصفر إلا انهم قد رفضوه.
والغريب أيضا ان الإغريق استخدموا الحساب البابلي خصوصا في التنجيم والفلك ولكنهم بعد ان اجروا حساباتهم على الطريقة البابلية قاموا بترجمة الاعداد البابلية إلى الاعداد الاغريقية حتى يختفى الصفر تماما فقد كرهوا الصفر ورفضوه بشكل عجيب.
لكن ماهي اسباب رفض الإغريق للصفر؟ في الحقيقة توجد اسباب رياضية وأخرى فلسفية لهذا الرفض فإذا تعرضنا للأسباب الرياضية نجد ان الصفر يتعارض مع تعريف ارشميدس للأعداد، فقد قال ارشميدس ما معناه ان أي عدد إذا جمعناه إلى نفسه عدد هائل من المرات فسيصبح هذا العدد في النهاية أكبر من أي رقم معروف.
ونحن نعبر عن هذا في امثالنا فنقول ان طريق الالف ميل يبدأ بخطوة، وان البحر العظيم يتكون من قطرة ماء فوق قطرة ماء.
ولكن هذا المفهوم للأعداد لا ينطبق مع فكرة الصفر فإذا اضفنا الصفر إلى نفسه عدد هائل من المرات فلن نحصل سوى على صفر جديدوإذا اضفنا الصفر إلى عدد اخر فان قيمة هذا العدد الآخر لن تزيدوإذا طرحنا الصفر من عدد ما فان قيمته لن تتغير وهذه خواص غريبة لا تتوافر في أي عدد اخر..هذا كان بالنسبة للجمع والطرح.
لكن كل الصفات الغريبة اللتى رأيناها حتى الآن لا تقارن بالصفات المرتبطة بعمليات الضرب والقسمة فنحن نعلم ان عملية الضرب هي في النهاية عملية جمع فمثلا ضرب 2 في 3 هو اننا نجمع 2 زائد نفسها 3 مرات أو اننا نجمع 3 زائد نفسها مرتين.
2 . 3 = 2 +2 +2 = 3 +3
لكن ماذا عن الضرب في الصفر فإننا إذا ضربنا الصفر في 3 فإننا نجمع الصفر زائد نفسه 3 مرات وكما رأينا سابقا ستكون النتيجة هي الصفر مرة أخرى.
0.3 = 0 + 0 +0
وهذا يتكرر مع ضرب الصفر في أي عدد فتكون النتيجة هي دائما الصفر ولكن هذا شئ غريب، فلا يوجد أي عدد اخر يفرض قيمته على باقى الاعداد في حالة الضرب، كما يفعل الصفر ولكن ليس هذا كل شئ. فنحن نعلم ان الضرب هو عكس عملية القسمة والقسمة هي عكس عملية الضرب. فإذا ضربنا عدد في 3 ثم قسمنا النتيجة على 3 فسنحصل على العدد الاصلى مرة أخرى.
(2.3)/3 = 2
(4.5)/4 = 5
فإذا حاولنا ان نكرر هذا بالنسبة للصفر فينبغى ان تكون النتيجة كالتالي
(2.0)/0 = 0/0 = 2
(4.0)/0 = 0/0 =4
وهذا شيء غريب فقسمة صفر على صفر تعطى النتيجة 2، ومرة أخرى اعطت النتيجة 4 وبالمثل يمكن ان نكرر المثالين السابقين مع اعداد أخرى فتكون نتيجة قسمة صفر على صفر هي أي نتيجة ممكنة ويقول الرياضيون اليوم ان نتيجة قسمة صفر على صفر هي كمية غير معينة.
وبالمثل فان الضرب هو عكس القسمة فإذا بدأنا بالقسمة اولا ثم الضرب كما في:
(4/2).2 = 2.2 =4
(15/3).3 = 5.3 = 15
فإذا حاولنا أن نصنع ذلك مع الصفر نجد:
(1/0).0 = 1
ولكننا نعلم مما سبق أن ضرب الصفر مع أي عدد لابد وأن يعطى صفر. اذن معنى هذا ان قسمة 1 على صفر تعطى عددا من نوع جديد لم نعرفه حتى الآن.
وإذا حاولنا ان نري كيف كان يحسب الإغريق تحديدا، سنكتشف ان الإغريق كانوا يحسبون بطريقة عجيبة فالإغريق كان الحساب عندهم يساوى الهندسة، ولم تكن ادواتهم في الحساب الورقة والقلم بل المسطرة والبرجل، فهم كانوا يتخيلون الاعداد على انها خيط مرن أو زنبرك فإذا تخيلنا زنبركا طوله 30 سم فضرب عدد في 2 يعني عندهم استطالة هذا الزنبرك حتى يصبح ضعف طوله الاصلي فيصبح طوله الجديد 60 سم والقسمة على 2 تعنى ضغط هذا الزنبرك حتى يصبح نصف طوله، ولكن الضرب في صفر كان يعني ان الزنبرك سوف يختفى تماما وسوف تقع كل نقاط هذا الزنبرك فوق نقطة واحدة اما القسمة على صفر فهى تعني تفجير هذا الزنبرك ليصبح طوله إلى ما لا نهاية وكانت كل هذه الاشياء تمثل بالنسبة للإغريق ادعاءات سخيفة لايمكن قبولها.
ولكن لم تكن الاسباب الرياضية هي المسئولة وحدها عن رفض الإغريق للصفر بل ان هذه الاسباب الرياضية كانت تمثل قمة جبل الثلج، فالأسباب الفلسفية كانت اعمق كما ان عمالقة الإغريق العظام فيثاغورث وزينون وارسطو رفضوا الصفر.
```
فالصفر كان بالنسبة لهم 
عدد مأفون
 ومن بعد هؤلاء استمر الغرب ينظر إلى الصفر في العصور الوسطى على انه عدد نازق يمثل 
الكفر
 
والهرطقة
.
```